# Розолин (Белуно)
Розолин (итал. Rosolin) је насеље у Италији у округу Белуно, региону Венето.
Према процени из 2011. у насељу је живело 48 становника. Насеље се налази на надморској висини од 421 м.